# スラヴォンスキ・ブロド
スラヴォンスキ・ブロド（クロアチア語:Slavonski Brod）はクロアチア・ブロド＝ポサヴィナ郡の都市。2007年現在の人口は61,823人で、ローマ帝国時代にはマルソニア（Marsonia）の名で知られ、1244年から1934年にかけてはブロド・ナ・サヴィ（Brod na Savi）で呼ばれていた。スラヴォンスキ・ブロドはクロアチアではザグレブ、スプリト、リエカ、オシエク、ザダルに次いで6番目に人口が多い都市で、ブロド＝ポサヴィナ郡の郡都でもある。スラヴォニア地方ブロド＝ポサヴィナ郡の中央部に位置し、サヴァ川の河港がある。首都ザグレブからは南東に197km離れており、標高は96mである。地名のブロド（Brod）は現代のクロアチア語で船を意味し、都市名の古い意味は水が交わる場所や洗い越し、渡り場を表している。2009年、クロアチア政府観光局のクロアチアンナショナルツーリストボードで、クロアチアでもっとも美しい都市に選ばれている。

## 地勢
スラヴォンスキ・ブロドはサヴァ川を挟みボスニア・ヘルツェゴビナのボサンスキ・ブロドと国境を接している戦略的に重要な場所として発展してきた。幹線道路や鉄道の重要な要衝でもあり、ザグレブ -　リポヴァツ - ベオグラードを結ぶE70、A3号線やザグレブ - ヴィンコヴツィ - ベオグラードを結ぶ鉄道路線が経由する。新たな高速道路網（欧州自動車道路）も整備されつつある。

## 歴史
スランヴォンスキ・ブロドは1224年7月20日にハンガリー王国ベーラ4世治世下に初めて文書に記録されている。ローマ時代から既に要塞があり、マルソニア（Marsonia）と呼ばれていた。7世紀、スラヴ人の定住が始まる。この地は、ハプスブルク家とオスマン帝国の戦略的な境界線でいく度となく戦乱に巻き込まれている。1715年から1720年にかけてオイゲン・フォン・ザヴォイエンによって軍事境界線となる要塞が築かれた。
経済や都市開発も進められ、1870年に町の人口は4,000人であった。1871年には既に城壁は壊されている。1872年には税関が設置され、地方裁判所や税務署も設置されている。1874年には公立学校が建てられ最初の工業地区が出来、醸造所やレンガ工場が作られた。1880年にはサヴァ川に鉄道橋が架けられ、1882年にはサラエヴォまで伸びている。19世紀に入ってからの大規模な開発は経済を大きく押し上げた。1899年には製材所が作られ、1904年にはさらに多くの会社が操業し始めた。1900年7月6日にサヴァ川近くに消防署が設けられ、1921年には貯蓄銀行が建てられている。この間、開発の結果人口は10,000人まで増加している。1934年5月29日、町の名は現在のスラヴォンスキ・ブロドに改称された。
第二次世界大戦時、19世紀以来発展してきた町の成長は初めて阻害されることになる。1941年から1945年まではナチスの傀儡国家であるクロアチア独立国の下にあった。激しい爆撃の結果、スラヴォンスキ・ブロドの建築物のうち80%が被害を受け、ボサンスキ・ブロドと合わせて897人の市民と244人の軍人が死亡し、市民208人と軍人28人が怪我を負った。
第二次世界大戦後は再び経済的な成長を取り戻し、1970年代から1980年代にかけては新たな住宅地が整備された。町の北側には1991年に大規模な工業地区が整備されクロトラムやĐuro Đaković などの鉄道車両や重工業メーカーが立地している。1990年代初期のクロアチア紛争時軍事的な衝突がこの地でも起こり、27人の子供を含む182人の市民が死亡し591人が負傷している。また、戦闘により500人の兵士が死亡した。ボスニア・ヘルツェゴビナ紛争時にはボスニア・ヘルツェゴビナ北部から橋を越えて来る難民の流入によって多大な影響を受けた。難民の多くはボスニア・ヘルツェゴビナに住むクロアチア系の住民であった。ボスニア・ヘルツェゴビナ紛争時、空爆によって橋は破壊されたが2000年4月にクロアチアとハンガリーの企業によって再建されている。

## 経済
スラヴォンスキ・ブロドの経済は葡萄を始めとした果物栽培、金属加工、家具や寄木用の木材加工、織物業、皮革加工、ブルーベリーなどの食品加工、建材（石灰）、印刷業などを基盤とする。南西ヨーロッパでは最も重要な重工業メーカーの一つであるĐuro Đaković が工場を何箇所か立地させ、機関車や路面電車などの車両、橋梁、工場プラント、原子炉、戦車など数多くの製品を製造し輸出している。観光業などのサービス業も急速に発達しており、要塞や修道院、豊富な図書館などは重要な文化財となっている。

## みどころ
ブロド要塞はバロック期にハプスブルク君主国がオスマン帝国の侵入から守るために、サヴァ川付近に構築したものである。17世紀から18世紀にかけて活躍した築城の専門家ヴォーバンにちなんでヴォーバン様式と呼ばれている。ブロド要塞はヨーロッパの中でももっとも良く保存された要塞の一つでハプスブルクの中でも大きな要塞のひとつである。フランシスコ会修道院は18世紀からのもので、バロック様式の優れた建築で教会や修道院の内装、祭壇や彩色が特に美しい。
町の文化行事で重要なものは、児童作家イヴァナ・ブルリッチ・マジュラニッチ（Ivana Brlić-Mažuranić）に関連した子供フェスティバルである。オリジナルの民族舞踊などのショーが披露される。スラヴォンスキ・ブロドの中央広場も美しく、近くには散策路などもある。

## 姉妹都市
- ツェリェ、スロベニア

## スラヴォンスキ・ブロド出身の人物
- マリオ・マンジュキッチ：サッカー選手
- マリオ・ヴランチッチ：サッカー選手
- ヴィエッコスラブ・スクリーニャ：サッカー選手
- ジョシップ・バリシッチ：サッカー選手
- ゴーラン・ルビル：サッカー選手